# België op het Eurovisiesongfestival 1999
België nam deel aan het Eurovisiesongfestival 1999 in Jeruzalem, Israël. Het was de 42ste deelname van het land op het Eurovisiesongfestival. Vanessa Chinitor werd via Eurosong gekozen om het land te vertegenwoordigen. De VRT was verantwoordelijk voor de Belgische bijdrage voor de editie van 1999.

## Selectieprocedure
Eurosong 1999 was de Belgische preselectie voor het Eurovisiesongfestival 1999, dat gehouden zou worden in de Israëlische hoofdstad Jeruzalem. De finale vond plaats op 28 februari, na drie halve finales te hebben gehad in de drie weken voordien. Alle programma's werden uitgezonden vanuit Studio 100 in Schelle, gepresenteerd door Bart Peeters. De punten werden verdeeld door vier jury's: de vakjury, de Radio 2-jury, de Radio Donnajury en de internationale jury met publiek uit andere deelnemende landen. Samen bepaalden zij 66% van de punten. Het publiek stond voor de rest van de punten in. Uiteindelijk wist Vanessa Chinitor te winnen en mocht ze België vertegenwoordigen op het Eurovisiesongfestival.

### Uitslag
| Plaats | Artiest          | Lied                      | Punten |
| ------ | ---------------- | ------------------------- | ------ |
| 1      | Vanessa Chinitor | Like the wind             | 46     |
| 2      | Wendy Fierce     | Never give up             | 31     |
| 3      | Alana Dante      | Get ready for the sunsand | 30     |
| 4      | Sarah            | He's the one              | 27     |
| 5      | Voice Male       | This is my life           | 24     |
| 6      | Petra            | Diep in mijn huid         | 16     |
| 7      | Natural High     | Finally                   | 13     |
| 8      | Medusa           | Into my life              | 8      |

## In Jeruzalem
België trad op als 2de deelnemer van de avond, na Litouwen en voor Spanje. Aan het einde van de avond stond België op een gedeelde 12de plaats met 38 punten. 
Nederland had 10 punten over voor de inzending.

### Gekregen punten

#### Finale
| 12 punten          | 10 punten             | 8 punten | 7 punten            | 6 punten |
| ------------------ | --------------------- | -------- | ------------------- | -------- |
|                    | - Ierland - Nederland |          |                     |          |
| 5 punten           | 4 punten              | 3 punten | 2 punten            | 1 punt   |
| - Estland - Israël | - Kroatië             |          | - Frankrijk - Polen |          |

### Punten gegeven door België

#### Finale
Punten gegeven in de finale:
| 12 punten | Nederland             |
| 10 punten | Duitsland             |
| 8 punten  | IJsland               |
| 7 punten  | Zweden                |
| 6 punten  | Oostenrijk            |
| 5 punten  | Kroatië               |
| 4 punten  | Estland               |
| 3 punten  | Israël                |
| 2 punten  | Slovenië              |
| 1 punt    | Bosnië en Herzegovina |

1956 · 1957 · 1958 · 1959 · 1960 · 1961 · 1962 · 1963 · 1964 · 1965 · 1966 · 1967 · 1968 · 1969 · 1970 · 1971 · 1972 · 1973 · 1974· 1975 · 1976 · 1977 · 1978 · 1979 · 1980 · 1981 · 1982 · 1983 · 1984 · 1985 · 1986 · 1987 · 1988 · 1989 · 1990 · 1991 · 1992 · 1993 · 1994 · 1995 · 1996 · 1997 · 1998 · 1999 · 2000 · 2001 · 2002 · 2003 · 2004 · 2005 · 2006 · 2007 · 2008 · 2009 · 2010 · 2011 · 2012 · 2013 · 2014 · 2015 · 2016 · 2017 · 2018 · 2019 · 2020 · 2021 · 2022 · 2023 · 2024 · 2025